# Iraponia scutata
Iraponia scutata (лат.) — вид мелких пауков рода Iraponia из семейства Caponiidae. Центральная Азия: Иран (Кохгилуйе и Бойерахмед). Длина самцов 3,54 мм (самка крупнее — 4,76 мм). На головогруди имеют только 6 глаз. Вид Iraponia scutata был впервые описан в 2009 году американским арахнологом Норманом Платником (Norman I. Platnick; р.1951; Американский музей естественной истории, Манхэттен, Нью-Йорк, США), Ивонне Кранц-Бальтенспергер (Yvonne Kranz-Baltensperger, Берн) и канадским арахнологом Надин Дюперре (Nadine Dupérré). Таксон Iraponia scutata включён в состав рода Iraponia Kranz-Baltensperger, Platnick & Dupérré, 2009. Iraponia scutata стал первым представителем всего семейства Caponiidae на территории Азии.